# Bonifacio Amerbach

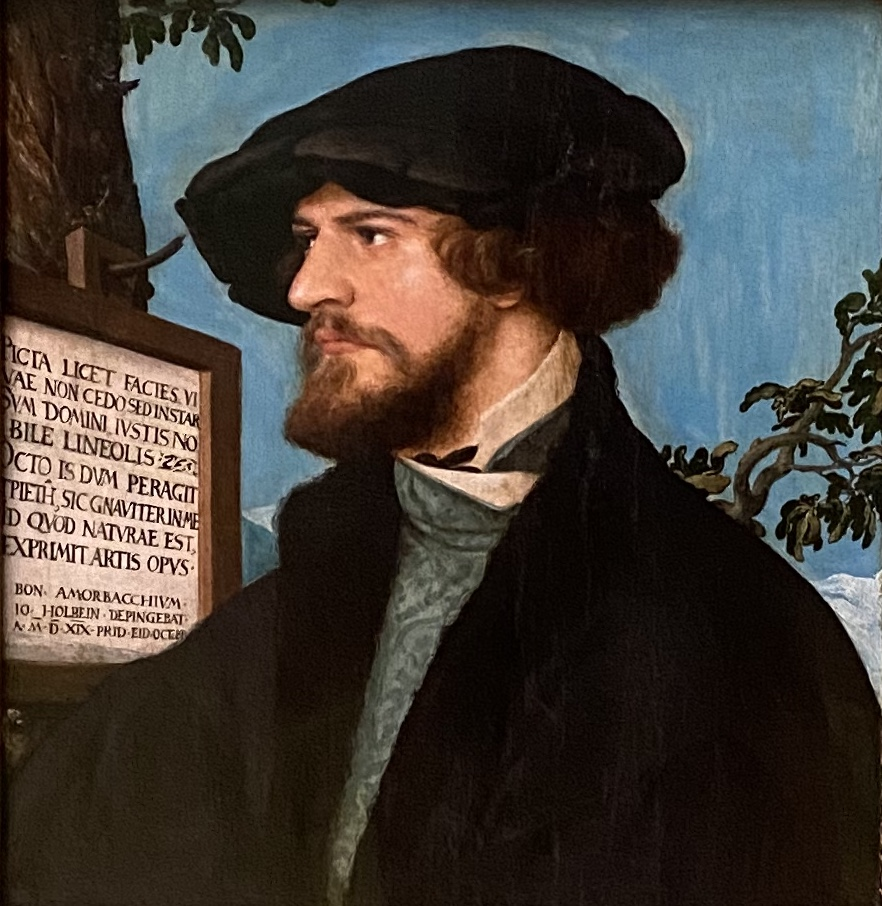
Retrato de Bonifacio Amerbach por Hans Holbein el Joven, 1519. Óleo sobre lienzo, 29,9 x 28,3 cm, Museo de Arte de Basilea.

Bonifacio Amerbach (Basilea, 11 de octubre de 1495-ibídem, 24 o 25 de abril de 1562) fue un jurista suizo, humanista, catedrático y compositor. En la Filosofía del Derecho, es fundador de una interpretación humanista, basada en la ética de la Antigüedad, en particular del Derecho romano. Su comprensión sofisticada fue un modelo para el desarrollo de la teoría del Derecho natural moderno. Se le considera como un heredero intelectual de Erasmo de Róterdam.

## Biografía
Amerbach procedía de una familia de humanistas y juristas de Basilea. Fue el tercer hijo del inmigrante Juan Welcker, llamado Amerbach, y Bárbara Ortenberg, hija de un concejal de Basilea. Recibió lecciones de órgano y asistió a la escuela de latín en Sélestat. Conoció al organista y organero Hans Tugi (1460-1519). En 1508, se matriculó en la Facultad de Arte de la Universidad de Basilea y asistió a clases de teoría musical. También tomó clases de música con el organista Juan Kotter. De ahí surgió un libro de tablatura, conocido como Codex Amerbach, la obra más extensa del siglo XVI. 
A partir de 1513 continuó Amerbach sus estudios de Derecho en la Universidad de Friburgo de Brisgovia. De 1519 a 1525 terminó Amerbach su formación en la Universidad de Aviñón, donde fue discípulo de Andrea Alciato. 
En 1525 fue nombrado catedrático de Derecho Romano en la Universidad de Basilea. Después del cierre temporal de la Universidad decretado por la Reforma protestante, Amerbach fue uno de los primeros profesores tras la reapertura. Fue elegido cinco veces  rector de la universidad.
En 1527, se casó con Marta Fuchs, la hija de un comerciante y alcalde de Neuenburg del Rin. En 1533, nació su único hijo, Basilio, más tarde también jurista y humanista. Desde 1536 y hasta su nombramiento como profesor emérito en 1548, trabajó episódicamente en la universidad, pues desde 1535 era alcalde de Basilea; defensor de Erasmo de Róterdam, obtuvo el nombramiento como docente privado de la Universidad de Basilea y fue consejero jurídico de varias ciudades y príncipes del Sacro Imperio.
En 1528, Amerbach fue testigo de la introducción de la Reforma protestante en Basilea, de la que, en un principio, disintió. Defendió la transubstanciación católica y no participó en la Eucaristía protestante. En 1530 fue criticado por las autoridades de Basilea por su comportamiento, pero debido a su posición social como rector no tuvo que emigrar, como tuvieron que hacer la mayoría de sus compañeros. Con Erasmo de Róterdam mantuvo una estrecha amistad. Compartió y apoyó las críticas de Erasmo a las posiciones radicales de Martín Lutero y Ulrico Zuinglio y rechazó las utopías sociales, como las del idealista Andreas Karlstadt, que finalmente desencadenaron la Guerra de los campesinos alemanes. Pero, al mismo tiempo, criticó la actitud intransigente frente a los campesinos y el movimiento anabaptista.
A partir de 1533, Amerbach se acercó a las posiciones moderadas de Martín Bucero. Bajo su influencia aceptó, finalmente, la Reforma. Desde 1534, aceptó también su doctrina de la Eucaristía. Como delegado y jurista, participó en 1533 en el Sínodo de Estrasburgo y en 1540-1541 en el concilio de Worms.

## La obra
Se considera a Amerbach como uno de los más importantes humanistas del tiempo de Erasmo de Róterdam. Fue durante su vida un importante jurista. 
Sus inclinaciones musicales se limitan a su época de estudiante. Dejó escrita entre 1513 y 1532 su obra Codex Amerbach, la Intavolierungen, obras polifónicas corales, así como numerosas obras para órgano y clavicordio.
Amerbach mantuvo en su casa una colección de instrumentos musicales, objetos de arte y una biblioteca que contenía manuscritos de Erasmo. A su muerte, los conservó su hijo y después de un largo litigio en 1662, la compró la biblioteca de la Universidad de Basilea.
Su correspondencia es una de las fuentes más documentadas en el tiempo de la Reforma. Las cartas fueron publicadas entre 1942 y 1995, e incluyen cartas en inglés, alemán, francés, italiano, latín y griego, como fuente importante de personas y la historia de la Justicia del siglo XVI, así como para el desarrollo del Humanismo y la Reforma protestante.